# Club Estudiantes de Bahía Blanca
El Club Estudiantes es una institución deportiva fundada el 21 de marzo de 1918 en la ciudad de Bahía Blanca, ubicada al sur de la Provincia de Buenos Aires, República Argentina. Su principal actividad es el baloncesto, disciplina que se desarrolla en el "Estadio Osvaldo Casanova" adjunto a la sede social del club, ubicada en la calle Santa Fe 51 de dicha ciudad.
Es conocido a nivel nacional por sus varias presencias en la Liga Nacional de Básquet y en el Torneo Nacional de Ascenso.
Tras ceder su plaza a Bahía Basket, participa en los torneos de la Asociación Bahiense de Básquetbol.

## Historia

### Comienzo nacional
El club comenzó su participación nacional en la Liga Nacional de Básquet 1985 cuando terminó en la cuarta ubicación. En las siguientes temporadas terminó octavo, quinto, octavo, es decir, siempre disputando grandes torneos y manteniendo la categoría.
Su mejor desempeño en ocurrió en la temporada 1990/91, cuando obtuvo el segundo puesto luego de caer en seis juegos ante GEPU.
Su única participación internacional la tuvo en el Campeonato Sudamericano de Clubes de 1998, donde finalizó cuarto, con dos victorias y tres derrotas.

### Descenso
En la temporada 2002/03 descendió al Torneo Nacional de Ascenso, segunda categoría nacional. Con tan solo 9 victorias y 32 derrotas en total, esta queda marcada como la peor campaña del club en el certamen nacional.
El club debió disputar una serie ante Ferro por la permanencia, en la cual perdió en el quinto juego y con ello descendió.

### Vuelta a primera
El "albo" comenzó su camino por segunda división en la temporada 2003/04, donde disputó la zona sur. Con una campaña mala, el club accede al TNA 2, para intentar el ascenso o evitar el descenso, sin embargo, ante el abandono de dos competidores, logra mantenerse en la divisional.
En la siguiente temporada, el club realiza una campaña regular, manteniendo la categoría pero sin acceder a disputar las finales por el ascenso, al caer en la reclasificación ante La Unión de Formosa.
La temporada 2005/06 vuelve a ser una temporada regular, sin perder la categoría, pero sin acceder a etapas decisivas.
Tras esa campaña, el club decide comprar la plaza que River Plate deja vacante en la máxima división, y con ello vuelve a participar en la misma.

### Bahía Blanca Estudiantes
Al finalizar la temporada 2007/08, el "albo" se vio con problemas económicos fuertes, los cuales llevaron a la venta de la plaza. Más tarde aparecieron patrocinadores que facilitaron la continuidad de la plaza, entre otras cosas, motivados por el descenso del club bahiense Olimpo en fútbol.
A partir de la temporada 2008/09, y tomando como referencia lo hecho por El Nacional y el municipio de Monte Hermoso; el club decide cambiar de nombre por Bahía Blanca Estudiantes.

“Vamos a representar a la ciudad variando el nombre de la institución, que se va a llamar Bahía Blanca Estudiantes, tratando de abarcar no solamente el ámbito del club sino también para que toda la gente se sienta representada bajo esta denominación”
Jorge Faggiano, vicepresidente de la institución en 2008

El cambio de nombre tuvo una connotación sobre todo económica, ya que mantener la plaza en la liga se hacía caro para un equipo que recientemente había ascendido. Si bien se evaluó la posibilidad de vender la plaza, los dirigentes quisieron que esta quede en la ciudad, por lo tanto crearon la "alianza" con el municipio.

Al no querer, o no poder gestionar lo profesional, el mejor legado que podíamos dejarle al básquet era que la plaza de Liga permaneciera en la ciudad, cuando bien la podríamos haber vendido. De todos modos, en lo deportivo, nuestros años de gestión fueron parecidos a los de Bahía Basket.
Francisco Fuster, presidente de la institución en 2013

Con ese nombre comenzó la temporada 2008/09, para la cual el equipo contó con Juan Manuel Rivero, Pedro Franco, Juan Cangelosi, Lucas Bianco, Leonardo La Bella, Gerardo Barrera y Leandro Cecchi y los extranjeros Jamaal Levy y Edgar Nelson. El entrenador contratado fue Marcelo Richotti.
La primera competencia oficial que disputó fue la Copa Argentina de Básquet 2008, donde participó del grupo 6, junto con El Nacional Monte Hermoso, Independiente de Neuquén y Gimnasia de Comodoro Rivadavia.
Con tan solo dos victorias, ante Independiente y El Nacional, y ambas como local, el equipo quedó eliminado de competencia, al finalizar tercero de grupo.
La temporada continúo con la Liga Nacional, principal competencia del año para Bahía Estudiantes. En la primera fase integró la zona sur, junto con equipos como Peñarol o Gimnasia de Comodoro, campeón y semifinalista respectivamente. También estuvo Boca Juniors que venía de disputar el "Cuadrangular Final" de la Copa Argentina.
El equipo comenzó con un invicto de cinco partidos, ante Gimnasia de Comodoro, El Nacional Monte Hermoso, y continuó Boca Juniors, Quilmes, Peñarol y en la sexta fecha, ante Lanús, equipo recientemente ascendido y en condición de visitante, se terminó. Fue 74 - 64 en el Microestadio Antonio Rotili.
A pesar del calibre de los rivales, el equipo marcó una gran primera fase, ganando ocho encuentros y cayendo en seis, lo que sirvió para ubicarse primero de zona, y clasificar al Torneo Súper 8 2008, que se realizó en el Estadio Obras Sanitarias.
Antes de comenzado el torneo llegó el tercer refuerzo extranjero, Tarrie Monroe. La alegría duró poco, quedó eliminado en el primer partido ante el equipo que más tarde sería campeón, Regatas Corrientes, por 68 a 62.
La etapa regular de la Liga continuó con la segunda fase, donde, tras la unificación de los dos grupos iniciales, se enfrentarían todos contra todos a dos ruedas. Bahía Estudiantes comenzó arrastrando la mitad de los puntos obtenidos en la primera etapa, lo cual sirvió para alejarlo de las zonas bajas de la competencia.
A falta de 4 fechas para que terminase dicha etapa, el "albo" logró el pasaje a la siguiente fase por el ascenso, lo cual a su vez eliminó los fantasmas de descenso que pudiesen existir. Fue en una victoria como local ante Libertad de Sunchales por 77 a 76.
La reclasificación se disputó ante Regatas Corrientes, equipo que había finalizado debajo del "albo" en la etapa regular, y con ello, el equipo bahíense logró la "ventaja de localía". Ventaja que no fue, ya que cayó en sus dos compromisos en el Osvaldo Casanova, complicando su clasificación. Finalmente, en Corrientes, el "remero" avanzó a cuartos de final tras vencer 87 - 76 y 3 a 0 en la serie.
La segunda temporada de Bahía Blanca Estudiantes comenzó con la renovación del contrato del técnico, con esto, Marcelo Richotti dirigió su segunda temporada consecutiva.
Entre los jugadores, se retuvo a Pedro Franco, Gerardo Barrera y Jamaal Levy, y se sumó a Cristian Amicucci y Axel Faggiano entre otros.
La temporada comenzó nuevamente con una edición de la Copa Argentina de Básquet, en la cual, y ante los mismos rivales de la vez anterior, quedó nuevamente eliminado.
La liga de esa temporada no fue tan buena como la anterior, el equipo finalizó último en la primera fase, con cinco victorias y nueve derrotas, haciendo que arrastre tan solo 9.5 puntos y acercándolo a la zona de descenso. En esa temporada también resurgieron los problemas económicos, los que a la postre llevarían al Club Estudiantes a ceder definitivamente la plaza.
En lo deportivo, el equipo se desprendió de André Smith al cual reemplazaron con Joseph Bunn.
La floja campaña tuvo como condimento la lucha por el descenso hasta las últimas fechas, donde el "albo" varió entre resultados malos y buenos, como una caída ante Atenas por 95-55 o la victoria que determinó su permanencia 90-88 ante Lanús. Tras asegurarse la permanencia, debió disputar ante  Quimsa la reclasificación, donde el elenco bahiense quedó eliminado en cinco juegos.

### Cesión de plaza y fin del ciclo nacional
A partir de la Temporada 2010/11 cambia su nombre para competir en la Liga Nacional de Básquet a Weber Bahía Estudiantes, siendo Weber Saint-Gobain su patrocinador.
En la temporada 2013/14 cede definitivamente su plaza a Bahía Blanca Basket, con lo cual lo único que relaciona al club con la actual entidad es un contrato de alquiler de las instalaciones del Estadio Osvaldo Casanova.
Actualmente disputa el Torneo Oficial de Primera División de la Asociación Bahiense de Básquetbol.

## Instalaciones

### Estadio Osvaldo Casanova
El Estadio Osvaldo Casanova es el estadio principal de club, el cual se destina a la práctica del básquet desde su inauguración en 1939.
Actualmente tiene capacidad para 5000 personas y es utilizado por Bahía Blanca Basket en la Liga Nacional de Básquet.

## Jugadores y cuerpo técnico

### Jugadores destacados
Defendiendo los colores del "albo" han sobresalido varios jugadores, algunos de ellos reconocidos tanto a nivel nacional como internacional.
El mítico Alberto Cabrera, Raul "Mazazo" Álvarez, Wilfredo "Fefo" Ruiz, Hernán Jasen, José Luis Gil, Jorge Faggiano, Hernán Montenegro y Juan Espil fueron algunos de ellos.
Pero probablemente los dos más destacados sean el base de la Selección Argentina campeona olímpica en Atenas 2004, Juan Ignacio "Pepe" Sánchez, quien vistió la remera del club bahiense en sus inicios; y el más renombrado, figura en ese mismo seleccionado y exjugador de los San Antonio Spurs de la NBA, Emanuel Ginóbili.

## Datos del club
- Temporadas en Liga Nacional de Básquet: 25 (1985-2002/03 y 2006/07-2012/13).
  - Mejor puesto en la liga: 2.º (de 16, en 1990/91).
  - Peor puesto en la liga: 15.º (de 16, en 2002/03).
- Temporadas en Torneo Nacional de Ascenso: 3 (2003/04 - 2005/06).
  - Mejor puesto en la liga: 8.º (de 16, en 2004/05 y 2005/06).
  - Peor puesto en la liga: 14.º (de 16, en 2003/04).

## Palmarés

### Nacional
- Liga Nacional de Básquet

Subcampeón 1990/91

### Asociación Bahiense de Básquetbol
- Primera División (16):[29] 1930, 1931, 1932, 1933, 1934, 1954, 1955, 1957, 1960, 1965, 1970, 1974, 1975, 1982, 1983, 1990
  - Torneo de Apertura (6): 1932, 1951, 1954, 1955, 1957, 1973
  - Torneo de Clausura (2): 1930, 1935
- Torneo Ciudad de Bahía Blanca (14): 1959, 1960, 1962, 1963, 1966, 1967, 1970, 1971, 1972, 1974, 1975, 1980, 1983, 2013
- Torneo Competencia (5): 1931, 1932, 1935, 1938, 1942
- Copa Federal (3): 1952, 1959, 1983
- Torneos extraordinarios (3): 1944, 1958, 1971
- Segunda División de Ascenso (3): 1948, 1993, 2004

## Otros Deportes
- Básquet
- Balonmano
- Vóley
- Gimnasia artística
- Antiguamente también se practicaba fútbol, Pelota paleta, Paddle.
- Artes marciales
- Patín